# Béthelainville
Béthelainville é uma comuna francesa na região administrativa de Grande Leste, no departamento de Meuse. Estende-se por uma área de 11,94 km². Em 2010 a comuna tinha 172 habitantes (densidade: 14,4 hab./km²).